# Karl Lenze
Karl Lenze (geboren in der Mitte des 19. Jahrhunderts in Eisleben, tätig in Leipzig) war ein deutscher Mathematiker und Sprachforscher. 
Lenze gilt als der erste geprüfte Sprachlehrer für Volapük und erhielt sein Diplom direkt von Monsignore Johann Martin Schleyer, dem ersten Cifal. Die Sprache selbst erlernte er schon im Jahre 1879. Ein Jahrzehnt später jedoch verließ Lenze diese Bewegung wegen der Streitigkeiten und Uneinigkeit der maßgeblichen Personen, obwohl er selbst beim großen Volapük-Kongress in Friedrichshafen 1884 noch die Funktion eines ersten Sekretärs ausgeübt hatte.
Lenz adaptierte die Stenografie für diese erste große Welthilfssprache: Ihm war es anscheinend ein Gräuel, wenn Aktivisten Vereinfachungen in der Grammatik und im Wortschatz vorschlugen, da so die so wichtige Einheit der Sprache auf dem Spiel stehe. Tatsächlich wurde Volapük auch reformiert. Bekannt ist Lenz auch dafür, dass er beim Ausrechnen aller möglichen Formen des Zeitworts in der ersten Fassung von Volapük auf die stolze Zahl von 505.440 kam.

## Werke
- Tidabuk lefulnik stenogafa volapükik. Verlag Arnold, Leipzig 1886
- Die Weltsprache und ihre Bedeutung für den Völker-Verkehr. Mein Mahnruf an alle Gebildeten. Von Karl Lenz. Verlag G.A. Glöckner, Leipzig 1886